# Le Vilain Américain
Pour plus de détails, voir Fiche technique et Distribution.

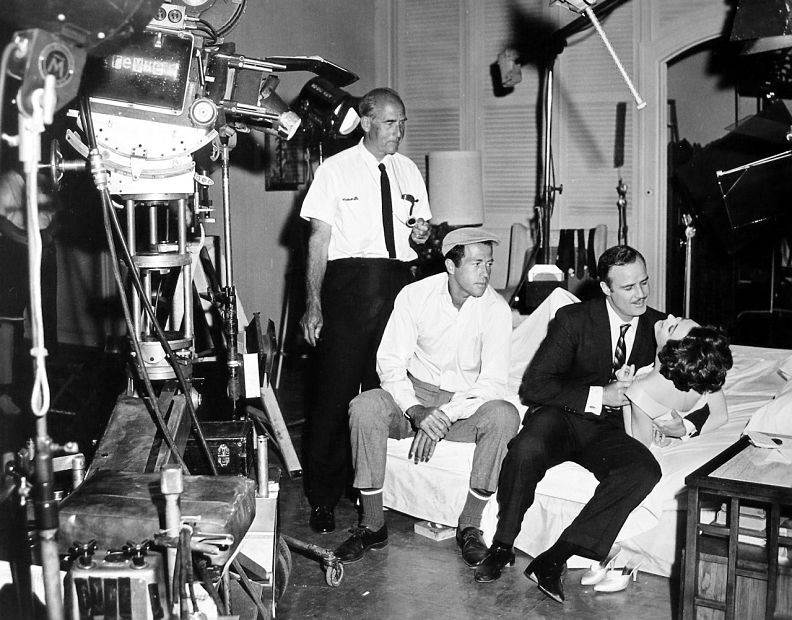
Photo de tournage, de g. à d. : Clifford Stine (chef opérateur), George Englund (réalisateur), Marlon Brando et Sandra Church

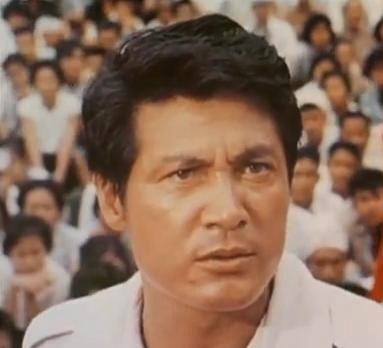
Eiji Okada

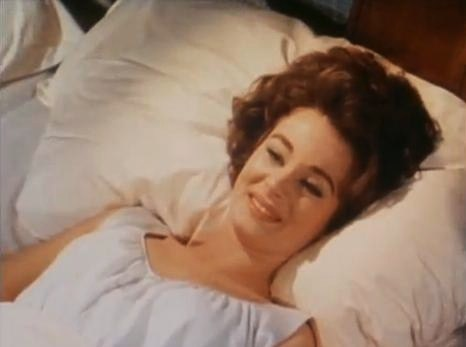
Sandra Church

Le Vilain Américain (The Ugly American) est un film américain réalisé par George Englund, sorti en 1963.

## Synopsis
Au début des années 1960, Harrison Carter MacWhite, après enquête d'une commission sénatoriale, est nommé ambassadeur au Sarkhan du Sud (pays imaginaire d'Asie du Sud-Est), au moment où cette jeune nation, qui tente d'instaurer un régime démocratique avec l'appui des États-Unis, est confrontée à de graves problèmes politiques. Un leader d'opposition, Deong (par ailleurs ami de longue date de MacWhite), entend renverser le gouvernement du premier ministre Kwen Sai, avec l'appui du Sarkhan du Nord, pays communiste frontalier.

## Fiche technique
- Titre : Le Vilain Américain
- Titre original : The Ugly American
- Réalisateur et producteur : George Englund
- Scénario : Stewart Stern, d'après son histoire et le roman éponyme de William J. Lederer et Eugene Burdick
- Directeur de la photographie : Clifford Stine
- Musique : Frank Skinner
- Direction artistique : Alexander Golitzen et Alfred Sweeney
- Décors de plateau : Oliver Emert
- Costumes : Rosemary Odell
- Montage : Ted J. Kent
- Compagnie de production : Universal Pictures
- Lieu de tournage : Thaïlande
- Genre : Drame / Politique-fiction - Couleur (Eastmancolor) - 120 min
- Date de sortie : États-Unis : 2 avril 1963

## Distribution
- Marlon Brando (VF : Bernard Noël) : L'ambassadeur Harrison Carter MacWhite ('Mac')
- Eiji Okada (VF : Georges Aminel) : Deong
- Sandra Church : Marion MacWhite
- Arthur Hill (VF : Jacques Thébault) : Grainger, l'adjoint de MacWhite
- Pat Hingle : Homer Atkins
- Jocelyn Brando : Emma Atkins
- Kukrit Pramoj[1] : Le premier ministre Kwen Sai
- Judson Pratt (VF : Jean Clarieux) : Joe Bing
- George Shibata : Munsang, le leader communiste
- Judson Laire (VF : Jean-Henri Chambois) : Le sénateur Brenner
- Philip Ober : L'ambassadeur Sears (prédécesseur de MacWhite)
- Reiko Sato : Rachani, l'épouse de Deong
- Yee Tak Yip : Sawad, le second de Deong
- Carl Benton Reid : Un sénateur à la commission d'enquête sur MacWhite
- Stefan Schnabel : Andreï Krupitzyn